# カスカベアキラ
カスカベアキラ（3月23日 - ）は、日本の女性イラストレーター・漫画家。北海道出身。左利き。牡羊座。血液型はA型。

## 主な作品

### 漫画
- ランブルローズ（『電撃「マ）王』2005年12月号 - 2007年4月号連載、アスキー・メディアワークス、原作：コナミデジタルエンタテインメント、全2巻）
- テイルズ オブ デスティニー ディレクターズカット-儚き刻のリオン-（『電撃「マ）王』2008年2月号 - 2011年4月号連載、アスキー・メディアワークス、原作：バンダイナムコゲームス、全5巻、画集1巻）
- エバーグリーン（『電撃大王ジェネシス』2011年Vol.3 - 2012年Vol.6 → 『月刊コミック電撃大王』2013年5月号 - 2015年5月号、アスキー・メディアワークス、原作：竹宮ゆゆこ、全4巻）
- テイルズ オブ エクシリア2双極のクロスロード（『ビバ☆テイルズ オブ マガジン』2012年12月号 - 2014年11月号、アスキー・メディアワークス、原作：バンダイナムコゲームス、全2巻）
- おふとんボーイズ!〜胡蝶咲高校夢部〜（『B's-LOG COMIC』2016年Vol.38 - vol.70、エンターブレイン、既刊1巻）
- 六月の七星（『ルチル』2018年5月号 - 連載中、幻冬舎コミックス、既刊7巻）

### 画集
- ぱらみった（ 一迅社）2014年6月
- コスモロジア（ 一迅社）2015年1月

### 小説挿絵
- 氷結鏡界のエデン（著：細音啓 / 富士見ファンタジア文庫、全13巻）2009年9月 - 2014年3月
- 不完全神性機関イリス（著：細音啓 / 富士見ファンタジア文庫、全5巻）2011年12月 - 2013年10月
- 鳥籠の王女と教育係（著：響野夏菜 / コバルト文庫、全12巻）2009年1月 - 2012年2月
- ある日、月の夜に わがままな魔女と人狼の騎士（著：渡瀬桂子 / 一迅社文庫アイリス）2011年5月
- レドラナール恋物語 蜜色の花園（著：梨沙 / コバルト文庫）2012年3月
- いばらの恋迷宮 愛の呪縛と復活の魔女（著：あすか / ビーズログ文庫）2012年10月
- クラウゼウィッチーズ（著：巌百合彦 / 講談社、全2巻）2012年10月 - 2013年1月
- 求婚許可証いりませんか?（著：榎木洋子 / コバルト文庫）2012年11月
- 白と黒の封魔士（著：みなづき志生 / コバルト文庫）2012年12月
- スズ姫★事件ファイル 放課後のBボーイ（著：愛川さくら / 角川つばさ文庫）2013年4月
- ジーヴェスト・ローズ〜暗殺は麗しの薔薇園で〜（著：ミズサワヒロ / ルルル文庫）2013年4月
- リップオフ!（著：渡井亘 / 講談社ラノベ文庫、全3巻）2013年7月 - 2014年4月
- 王子様と鉄壁の聖獣医 お迎えは、間違いだらけ!（著：月本ナシオ / ビーズログ文庫）2014年3月
- 恋愛相続人〜花嫁は二度恋をする〜（著：平川深空 / ルルル文庫）2014年4月
- キスと帝国 漂流王女ヴァージニア・ナイトの結婚（著：松田志乃ぶ / コバルト文庫）2014年6月
- 死線世界の追放者（著：ミズノアユム / 富士見ファンタジア文庫、全2巻）2014年8月 -2015年1月
- 天女は恋する、龍冠の君（著：山本瑤 / コバルト文庫）2014年10月
- ダンシング☆ハイ（著：工藤純子 / ポプラポケット文庫ガールズ、全5巻）2014年10月 - 2018年1月
- 転生したので次こそは幸せな人生を掴んでみせましょう（著：佐伯さん / PASH!ブックス、全7巻（ifストーリー含む））2015年3月 - 2017年5月
- 戦艦学園のグラムリッター（著：手島史詞 / 富士見ファンタジア文庫、全3巻）2015年9月 - 2016年5月
- 俺のペットは聖女さま（著：ムク文鳥 / TOブックス、全4巻）2015年11月 - 2017年2月
- チョコレート・ダンディ（著：我鳥彩子 / コバルト文庫、全3巻）2016年1月 - 2016年9月
- 後宮香妃物語（著：伊藤たつき / 角川ビーンズ文庫、全4巻）2017年5月 - 2019年3月
- 聖剣が人間に転生してみたら、勇者に偏愛されて困っています。（著：富樫聖夜 / ビーズログ文庫、全3巻）2017年6月 - 2018年5月
- なんか、妹の部屋にダンジョンが出来たんですが（著：薄味メロン / アース・スターノベル）2017年8月
- 薬草令嬢ともふもふの旦那様・魔法令嬢ともふもふの美少年（著：江本マシメサ / コバルト文庫）2018年4月 - 2018年11月
- 僕を見つけて（著：風見くのえ / フェアリーキス ピュア）2018年9月
- 美女たまに野獣 ときどき行方不明の魔術師（著：山咲黒 / ビーズログ文庫）2018年11月
- 1/2―デュアル― 死にすら値しない紅（著：森バジル / 角川スニーカー文庫）2019年1月

### イラスト
- オトコのコはメイド服がお好き!?（とれたて!ほびーちゃんねる / ホビージャパン）2008年5月 - 2013年5月。ストーリーは博恵夏樹、日暮茶坊。
- オトコのコはアイドルになりたい!?（ニコニコチャンネル・アニメイトタイムス / ベルガモ・ホビージャパン・フロンティアワークス）2019年10月 - 2020年4月。ストーリーは恵村まお。
- 季刊『わぁい!』、増刊『わぁい！Mahalo』（一迅社）2010年4月 - 2014年2月。 - 表紙イラスト
- ドラマCD ボクたちオトコの娘シリーズ （フロンティアワークス）2011年4月 - 2013年7月。 - キャラクターデザイン、ジャケットイラスト
- 耳が潤う、聞くスパCD シアボイスシリーズ （Rejet）2016年10月 - 2017年3月。 - キャラクターデザイン、ジャケットイラスト
- 図説 小学校制服百科（著：安田誠、幻冬舎コミックス）2012年3月 - 表紙、横浜三育小学校制服イラスト[3]
- BLおとぎ話 乙女のための空想物語１・２（ブライト出版）2012年4月 - 2013年7月。 - 表紙イラスト
- 僕らを育てたシナリオとミステリーのすごい人１（アンド・ナウの会）2013年12月。 - 表紙イラスト
- 体育少女拘束絵巻（一迅社）2016年1月。 - イラスト数点
- バトルガールプロデュースRPG エースキラージーン（富士見書房）2016年8月。 - イラスト

### アニメ関連
- STAR DRIVER 輝きのタクト（TOKYO MX再放送　第19話エンドカード）
- 翠星のガルガンティア（第9話エンドカード）

### ゲーム
- 俺の嫁 〜あなただけの花嫁〜（アイデアファクトリー、2010年8月26日発売）
- ラブ☆トレシリーズ（BOOST ON、2012年発売）- キャラクターデザイン
- 限界凸騎 モンスターモンピース（コンパイルハート、2013年1月24日発売）
- LORD of VERMILION III（スクウェア・エニックス、2013年 -） - キャラクターデザイン、カードイラスト
- 車なごコレクション（オートックワン、2014年） - 一部キャラクターデザイン
- 千年戦争アイギス（DMM.com、2015年） - 一部キャラクターデザイン
- Fate/Grand Order（TYPE-MOON、2016年 -） - 概念礼装イラスト

### MMORPG
- ルーセントハート（2008年8月27日より稼働） - 2010年よりオフィシャルイラストレーターに就任

### 成人向けイラスト
- アンソロジーコミック『少年嗜好』シリーズ 2003年9月 - 表紙イラスト
- アンソロジーコミック『えろ☆しょた』シリーズ 2007年12月 - 表紙イラスト
- ぷにぷにおしり娘 2005年11月 - 表紙イラスト
- ひとりでできるもん 〜オトコのコためのアナニー入門〜（著:あぶひゃく / メディアックス）2009年11月25日 - 表紙・巻中イラスト

### PCゲーム原画
- よつのは（ハイクオソフト、2006年1月27日発売） - 登場ヒロイン「雪 亜凜沙」の原画担当
- さくらさくら（ハイクオソフト、2009年6月26日発売） - 登場ヒロイン「桜 菜々子 / 立花 くるみ」の原画担当